# Karhusaari (ö i Finland, Mellersta Finland, Saarijärvi-Viitasaari, lat 63,47, long 25,15)
Karhusaari är en ö i Finland. Den ligger i sjön Suurijärvi och i kommunen Pihtipudas i den ekonomiska regionen  Saarijärvi-Viitasaari och landskapet Mellersta Finland, i den centrala delen av landet, 400 km norr om huvudstaden Helsingfors. Öns area är 0,6 hektar och dess största längd är 130 meter i nord-sydlig riktning.